# 41-й окремий мотопіхотний батальйон (Україна)
41-й окремий мотопіхотний батальйон (41 ОМПБ, в/ч А4315, пп В3137) — військове формування Сухопутних військ Збройних сил України, яке існувало у 2014—2016 роках. Батальйон був початково створений як добровольчий 41-й батальйон територіальної оборони «Чернігів-2» з мешканців Чернігівської області у відповідь на російську агресію.
Розформований в 2016 році, на його базі створений батальйон охорони 27-ї реактивної артилерійської бригади.

## Історія

### Передумови
18 березня 2014 року, після військового вторгнення Росії до Криму та його анексії, в Україні почалася часткова мобілізація.
13 квітня 2014 року розпочалися бойові дії війни на сході, після захоплення Слов'янська Донецької області російськими диверсійними загонами під командуванням Ігоря Гіркіна. 30 квітня 2014 року в.о. Президента України Олександр Турчинов доручив керівникам обласних адміністрацій почати створення батальйонів територіальної оборони в кожній області України. Функції створення батальйонів поклали на органи влади та військові комісаріати в регіонах кожної з областей України.

### Створення
Фактичне створення 41-го батальйону розпочалося в 20-х числах травня 2014 року після оголошення 6 травня 2014 року другого етапу мобілізації. Формування проходило за сприяння з боку органів влади Чернігівської області: вже 20 червня було прийнято рішення закупити для  13-го і 41-го батальйонів територіальної оборони партію бронежилетів «Корсар-М3» на суму понад 682 тис. гривень шляхом тендера
Місцем тимчасової дислокації батальйону став 169-й навчальний центр Сухопутних військ «Десна», саме тут 20 травня почалася військова підготовка особового складу батальйону. Солдати 41-БТрО повідомили пресі про недоліки: «Бракує нової стрілецької зброї і патронів. Резервісти вказують на несправедливість: разом з ними проходять навчання такі ж батальйони з Києва та Київської області — вони забезпечені в побуті значно краще.»

### У зоні бойових дій
З 9 червня 2014 року батальйон знаходиться на сході України в зоні проведення АТО.
28 липня на блокпосту неподалік села Новоіванівка на кордоні Донецької та Луганської областей був збитий автобусом військовослужбовець батальйону Олег Дударенко, в результаті наїзду колесом отримав складний перелом тазостегнових кісток. Повідомляється, що автобусом управляли бойовики.
На початку вересня 2014 в районі Дебальцеве загинув один військовослужбовець батальйону.
4 вересня дружини, батьки та родичі військовослужбовців 13-го і 41-го батальйонів територіальної оборони записали відеозвернення до Президента України  Петра Порошенка з проханням повернути додому військовослужбовців батальйону, які вже три місяці перебували в зоні бойових дій, а 8 вересня, — перекрили дорогу в центрі Чернігова з вимогою провести ротацію батальйонів.
12 вересня в районі Станиці Луганської загинув ще один військовослужбовець батальйону — Вадим Лобода. Слідом за цим солдати батальйону заявили, що відмовляться виконувати накази, якщо не буде відновлений на посаді перший комбат, який після поранення був відправлений на лікування до Києва.
Після цього інциденту, голова Чернігівської ОДА Володимир Івашко повідомив 15 вересня, що 13-й і 41-й батальйони територіальної оборони, які вже чотири місяці безперервно знаходилися в зоні проведення АТО, будуть повернуті до Чернігівської області на відпочинок. 1 жовтня було оголошено, що почалася підготовка до заміни батальйону на інші частини.
1 жовтня 2014 батальйон був виведений із зони АТО в Чернігівську область.

### Переформатування
Згідно рішенням Генштабу Сухопутних військ Збройних Сил України на батальйон був реорганізований у 41-й окремий мотопіхотний батальйон.

### Розформування
У липні 2016, після чергової ротації із зони проведення АТО, батальйон було введено до складу 27 РеАБр, м. Суми. Батальйон розміщено на території військового містечка у Стецьківці.

## Техніка, озброєння і спорядження
Особовий склад батальйону озброєний стрілецькою зброєю: автоматами АК-74 і ручними кулеметами РПК-74.
В пресі зазначалось, що забезпечення військовослужбовців екіпіруванням та засобами індивідуального захисту — незадовільне, так, зазначалось, що в червні батальйон був відправлений в зону бойових дій на сході України без бронежилетів.
В розпорядженні батальйону є власна автомобільна техніка. 27 жовтня 2014 року батальйон отримав броньовану вантажівку «Зутан» (броньований ЗІЛ-131 з встановленою в кузові зенітної установкою ЗУ-23), який був обладнаний на підприємстві ВАТ «ТАН».

## Командування
- Олексій Дроздов[17]
- Костянтин Глюзо[27]
- Олександр Бакулін[28]

## Втрати
За даними Книги пам'яті, за період 2014—2016 років батальйон втратив 12 чоловік загиблими.

## Традиції
Батальйон мав прізвисько «41-ша ельфійська центурія».